# 라이오넬 크랩
라이오넬 케네스 필립 크랩(영어: Lionel Kenneth Phillip Crabb, 1909. 1. 28 ~ 1956. 4. 19?)은 일명 버스터 크랩(영어: Buster Crabb)으로 알려진 인물로 영국 해군의 잠수부이자 MI6 다이버로 1956년에 영국 햄프셔주 포츠머스 항에 정박한 소련의 순양함 주변에서 정찰 임무를 수행하던 중 실종된 인물이다. 1957년 6월 9일에 그로 추정되는 잠수복을 입은 남성의 시신이 치체스터에서 발견되었으나 시신의 목과 손이 잘려있었기에 정확하게 그가 라이오넬 크랩이 맞는지 확인할 수 없어 신원 파악이 보류되었다.

## 인생 초기
라이오넬 크랩은 1909년에 런던 서남부의 스트리트햄(Streatham)에서 휴 크랩(Hugh Crabb)과 베아트리체 크랩(Beatrice Crabb)의 아들로 태어났다. 그들 가족은 매우 가난했다. 그는 젊은 시절에 여러 직업을 전전했지만 2년 간 HMS Conway 항해 실습선에서 바다에 대한 경력을 쌓은 후 그는 제2차 세계대전 이전에 상선 해병과 영국 해군예비대에 입대했다.

## 제2차 세계대전
제2차 세계대전이 발생 당시, 크랩은 처음엔 육군 포병이었다. 이후 1941년에 그는 영국 해군에 입대했다. 다음 해인 1942년에 그는 지브롤터로 파견되어 지뢰와 폭탄 처리 부대로서 적 잠수부들이 연합군 함선 선체에 부착시킨 이탈리아제 지뢰를 제거하는 일을 했다. 처음에 크랩의 일은 영국인 잠수부가 제거한 지뢰를 해체하는 것이었지만 결국 그는 잠수하는 법을 배우기로 결정했다.
그는 이탈리아 전함인 데시마 플로티글리아 MAS(Decima Flottiglia MAS)가 지브롤터 항에 머무는 동안에 설치한 선체 부착 지뢰를 점검하는 수중 제거 잠수부 그룹의 일원이었다. 그들은 산소 호흡기 Davis Submerged Escape Apparatus를 매고 바다에 뛰어들었다. 처음에 그들은 오리발 없이 평영으로 수영했다.
1942년 8월에 1차례 공격으로 2명의 이탈리아인 잠수공작원 비신티니(Visintini) 중위와 마그로(Magro) 하사가 아마도 폭뢰에 의해서 죽었다. 그들의 시신은 발견되었고 그들의 오리발과 스쿠버 세트는 시드니 놀스(Sydney Knowles)와 라이오넬 크랩 대위가 취한 후 사용했다.

## 수상
라이오넬 크랩은 그의 공로를 인정받아 조지 훈장을 수여받았고 소령으로 진급했다. 1943년에 그는 북부 이탈리아 전선의 수석 다이빙 교관이 되었고 리보르노와 베네치아 항구의 지뢰 제거를 위해 파견되었다. 그는 뒤늦게 이러한 공적으로 대영제국 훈장을 수여받았다. 그는 또한 1943년에 지브롤터 인근에서 컨살러데이티드 B-24 리버레이터 항공기 추락사고로 인한 폴란드 육군의 브와디스와프 시코르스키 장군의 의문스러운 죽음을 조사하는 다이버였다.
이 무렵에 그는 미국의 배우이자 수영 선수인 버스터 크랩(Buster Crabbe)의 이름을 딴 '버스터'라는 별명을 얻게 되었다. 전쟁 이후 크랩은 팔레스타인에 주둔하며 팔얌(Palyam)에서 온 이스라엘의 다이버들에 의해 제거된 지뢰를 처리하는, 영국 위임통치령 팔레스타인 기간 동안의 팔마크의 해상자위대와 엘리트 이스라엘 전투부대로 구성된 수중 폭발물 처리 팀을 이끌었다. 이후 1947년에 그는 군대에서 제대했다.

## 민간 다이버
크랩은 민간인 일자리로 옮겨서 그의 다이빙 기술을 이용해 1588년의 아르마다에서 떨어진 스페인의 갤리온선 잔해를 탐사하는 일을 했다. 그는 그 다음에 얼더마스턴(Aldermaston)에서 AWRE의 배출관을 설치하기에 적합한 장소를 찾아냈다. 그는 이후 영국 해군에 일하기 위해 복귀했다. 그는 1950년 1월에 침몰한 영국 해군의 잠수함 HMS Truculent과 1951년에 침몰한 잠수함 HMS Affray의 발견과 혹시 살아남은 사람이 있는지 없는지를 조사하기 위해 2차례 잠수를 했다. 2차례 모두 성과는 없었다. 1952년에 크랩은 헨리 찰스 브래큰버리 윌리엄슨(Henry Charles Brackenbury Williamson)의 딸이자 어니스트 알버트 플레이어(Ernest Albert Player)의 전처였던 마가렛 엘라인 플레이어(Margaret Elaine Player)와 결혼했다. 그런데 무슨 이유에서인지 바로 1년 후인 1953년에 부부는 별거에 들어갔고 대략 2년 후에 이혼했다.
1955년에 크랩은 뛰어난 기동력으로 평가받는 소련 순양함 스베르들로프(Sverdlov)의 선체를 조사하기 위해 잠수부 시드니 놀스를 데려갔다. 놀스의 말에 따르면 그들은 배의 밑바닥에서 원형의 구멍과 그 안에 항해하기 위한 추진력을 주도록 설계되었다고 할 수 있는 큰 프로펠러가 있는 걸 찾아냈다고 한다. 같은 해 3월에 크랩은 그의 나이를 이유로 은퇴했으나 1년 후에 MI6에 채용되었다. 이 무렵에 크랩은 과도한 음주와 흡연을 하여 건강을 해쳤고 크랩은 더 이상 제2차 세계대전의 다이버가 아니었다.

## 라이오넬 크랩 사건

### 실종

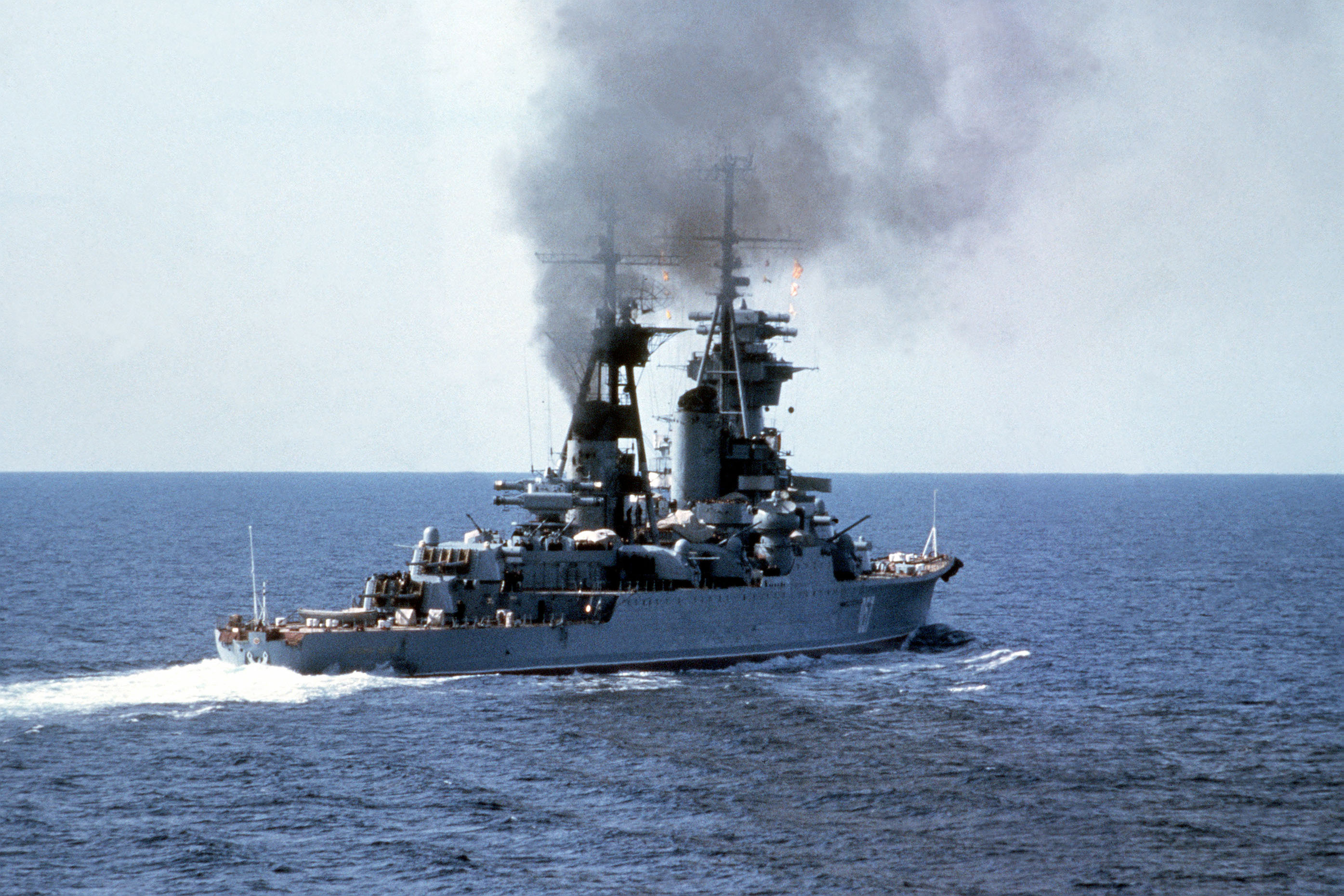
라이오넬 크랩이 조사 임무를 부여받은 소련의 순양함 오르조니키지.

MI6는 1956년에 영국에 외교 업무를 띠고 온 니키타 흐루쇼프와 니콜라이 불가닌을 태운 소련의 순양함 오르조니키지를 조사하기 위해 크랩을 고용했다. 피터 라이트가 1987년에 쓴 책 <Spycatcher>에 따르면 크랩은 영국의 해군 정보사령부가 새로운 디자인을 한 오르조니키지의 프로펠러를 조사하고 싶어해서 그것을 조사하기 위해 파견되었다고 한다. 1956년 4월 19일, 라이오넬 크랩은 포츠머스 항에서 잠수를 했고 그의 MI6 통제관은 다시는 그를 보지 못했다. 샐리 포트 호텔(Sally Port Hotel)에 있던 크랩의 동료는 그의 소지품은 물론이고 심지어 그들의 이름이 적힌 호텔 숙박부까지도 몽땅 가져갔다. 열흘 후 영국의 신문들은 수중 임무 중 실종된 크랩의 이야기를 보도했다.
MI6는 이 첩보 임무를 은폐하려는 시도를 했다. 4월 29일에 영국 해군 정보사령부 사령관인 존 잉글리스(John Inglis) 소장의 지시 하에 해군 본부는 라이오넬 크랩이 솔런트 해협의 스톡스 만(Stokes Bay)에서 비밀 수중 장치 시험에 참여했다가 그대로 실종된 것 같다고 발표했다. 소련 측에서는 4월 19일에 오르조니키지의 승무원이 순양함 근처에서 한 잠수부를 봤다고 진술한 것을 발표하는 것으로 답했다.
영국의 신문들은 소련군이 크랩을 생포하여 그를 소련으로 데려간 것으로 의심했다. 영국 총리 앤서니 이든은 MI6가 영국에서 그의 승낙 없이 작전을 벌인 사실에 대단히 불쾌해했다. 이든 수상이 이 사건의 책임으로 MI6 국장 존 싱클레어(John Sinclair)를 사임하도록 강요했다는 잘못된 주장이 나왔다. 사실은 라이오넬 크랩 실종사건 이전에 MI6 국장을 싱클레어에서 딕 화이트(Dick White)로 교체했다. 이든 수상은 하원 의원들에게 잠수부가 죽은 사정을 공개하는 것은 공익이 아니라고 말했다.

### 시신 발견?
라이오넬 크랩이 실종되고 14개월이 조금 못 된 1957년 6월 9일에 필시 섬(Pilsey Island)의 치체스터 항(Chichester Harbour)에서 2명의 어부가 그물에 걸린 잠수복을 입은 시신 하나를 육지로 데려왔다. 시신은 RAF 마린 크래프트 1107의 멤버가 운용한 상륙용 배에 실린 채 해변으로 운반되었다.
그러나 발견된 시신엔 머리와 양손이 없었서 신원 파악이 불가능했다. 영국의 잠수 전문가 랍 훌(Rob Hoole)에 따르면 시신은 라이오넬 크랩과 체중이 같으며 머리카락 색깔도 같았고 라이오넬 크랩이 그의 마지막 임무에 착수할 때 입었던 것과 같은 피렐리 투피스 잠수복과 해군 문양의 오리발을 착용했다고 한다. 훌은 크랩의 시신이 물 속에 있었던 시간을 고려할 때 머리와 손이 없는 것이 전혀 이상 야릇한 것이 아니라고 적었다. 크랩의 전처는 시신의 신원이 정말로 라이오넬 크랩이 맞는지 모르겠다고 했고 크랩의 애인인 팻 로즈(Pat Rose) 또한 그랬다. 시드니 놀스는 시신 발견 직후에 신원을 파악해줄 것을 요청받았다. 그는 시신이 영국 해군에서 만든 타입의 빛 바랜 녹색 고무 잠수복과 흰색 스웨터의 잔해를 입고 있었다고 설명했다. 잠수복은 목에서 사타구니 그리고 양쪽 다리를 따라서 열렸으며 매우 어두운 음모가 드러났다. 놀스는 시신을 가까이 검사하며 왼쪽 무릎 뒤의 Y자 모양의 흉터와 왼쪽 넓적다리에 있던 눈에 잘 띄는 흉터를 찾았다. 그는 시신에서 어떤 종류의 상처를 찾는데도 실패했고 결국 이 시신은 라이오넬 크랩의 시신이 아니라고 주장했다.
병리학자 D.P. 킹 박사는 시신을 검시하고, "시신을 면밀히 검시한 결과 어떠한 흉터나 신원을 파악할 만한 특징을 찾을 수 없었다."고 조사를 위한 짧은 보고서에 진술했다.

### 조사
1957년 6월 11일에 신원 파악을 할 방법이 없다는 병리학자의 보고서를 받은 브리지맨(Bridgman)에 의해 조사가 실시되었다. 라이오넬 크랩의 동료였던 시드니 놀스도 크랩의 전처도 버논 호의 영국 해군 어뢰 장교 맥라나찬(McLanachan) 중위도 시신의 신원을 확인해주지 못했고 브리지맨은 긍정적인 확인을 위한 시간을 잡기 위해 6월 26일까지 조사를 중단했다.
조사는 6월 26일에 재개되었다. 병리학자 킹 박사는 자신이 6월 14일에 영안실로 돌아가 시신을 재검시했다는 증거를 제시했다. 그는 시신의 왼쪽 무릎 왼편에서 역Y자 형태의 흉터와 왼쪽 넓적다리에서 대략 6펜스 동전 크기만한 흉터를 찾아냈다고 보고했다. 킹은 그 흉터들을 사진으로 찍어두었고 그걸 아직도 갖고 있다고 주장했다.

### 운명
법으로 정해진 정보 기밀 유지 기간인 50년이 지나서 기밀해제가 되면서 크랩의 실종에 대한 새로운 사실이 빛을 보게 되었다. 2006년 10월 27일, 국립 보존 기록관은 치명적인 오르조키니지 임무에 관한 서류를 공개했다. 크랩의 前 동료 다이버였던 시드니 놀스는 2007년 1월 19일에 영국의 TV 프로그램인 Inside Out – South의 인터뷰에 출연해 "그는 그들이 나한테 친구 다이버를 주었다고 말했다."며 당시 크랩이 그의 치명적인 마지막 임무를 수행할 당시 혼자 잠수하지 않았다고 주장했다. 더욱이 정보 공개 자유법에 의해 공개된 서류는 포츠머스 항에 오르조키니지 함이 정박해 있는 동안에 그 배를 조사하는 다른 잠수부들이 있었음을 시사했다. 2007년 11월 9일, 인디펜던트는 영국 정부가 어떻게 라이오넬 크랩의 죽음을 은폐해 왔는지를 보도했다.
오르조키니지 순양함은 이후 1962년에 소련 정부에 의해 1962년에 인도네시아로 넘어갔다. 그 배는 서파푸아를 둘러싼 네덜란드와의 분쟁에 운용되었고 이후 1965~1966년 사이에 있었던 인도네시아 대학살 동안에 공산주의 혐의자들을 위한 수용소로 흘러들어가 거기서 사용되었다. 순양함은 1971년에 폐기되었다.

## 가설과 의혹들

### 포로 심문 중 사망
스파이 해리 호튼(Harry Houghton)은 감옥에서 석방된 후 <Operation Portland>이라 불리는 책을 썼는데 그 책에는 라이오넬 크랩의 죽음에 대한 설명이 적혀있고 저자는 그 정보를 1956년 7월에 로만(Roman)이라고 알려진 그의 러시아인 조수에게서 받았다고 주장했다. 호튼은 자신이 소련에 방문하기 직전에 도싯주의 퍼널(Puncknowle)에 있는 술집에서 로만을 만났는데, 그녀의 다이버였던 남자친구와 함께 수중 탐지 기관에서 일하는, 친구를 만났다고 주장했다. 남자친구는 특별한 뭔가를 위한 훈련을 위해 방금 소집된 것에 짜증냈다고 한다. 이 말을 들은 직후 로만은 만남을 짧게 끝냈다.
이 설명에 따르면, 다이버들에 의한 오르조키니지 순양함과 접촉하는 시도를 할 것이라 추측한 소련 해군은 배의 밑바닥으로 6명의 수중 보초병을 배치했고 양쪽에 와이어로 된 잭스테이를 설치해 그 보초병들을 돕게 하고 다이버들이 오기를 기다렸다고 한다. 크랩이 도착했을 때 크랩의 공기 공급장치가 꺼져서 물밖으로 나오는 일이 계속됐다. 그는 이후 선상으로 끌려왔고 병실로 호송되어 의료 처치를 받았다.
라이오넬 크랩이 충분히 회복되었을 때 소련군은 그를 심문하기 시작했고 그가 무너졌고 이번엔 회복하지 못했을 때 크랩은 자백했다. 소련군은 그들이 그의 죽음에 혐의가 있게 될 것이란 걸 알고 그의 시신을 배 밑바닥에 고정시킨 후 배가 떠날 때 풀려서 밑으로 가라앉도록 했다. 이 사건에서 시신은 물속에서 뭔가에 얽혀서 14개월 동안 발견되지 않았다. 호튼은 또한 크랩의 임무가 소련 해군이 최신 수중 음파 탐지기를 사용하는지 아닌지 알아낼 목적으로 오르조키니지에 작은 선체 부착 지뢰를 장착하는 것이었을 것이란 가설을 내놓았다. 만약 소련군이 최신 수중 음파 탐지기를 쓰는 게 맞다면 지뢰는 폭발할 것이고 배는 서서히 가라앉을 것이고 그렇지 않다면 지뢰는 결국 분리되어 바다 밑으로 가게 될 것이다.

### 소련군에게 피살
1990년 인터뷰에서 소련 붕괴 이후 이스라엘로 이주한 前 소련 해군 정보부의 일원이었던 조지프 즈월킨(Joseph Zwerkin)은 소련군이 크랩이 물 속에 있다는 걸 알아차렸고 소련군 저격수가 그를 사살했다고 주장했다. 공식 정부 문서는 크랩의 실종과 관련하여 2057년까지 공개할 계획이 없는 것으로 되어 있다고 한다.
2007년 11월 16일, BBC와 데일리 미러는 소련의 잠수 공작원인 에두아르드 콜초프(Eduard Koltsov)가 오르조키니제 순양함 선체 보급창 가까이에 지뢰를 설치하고 있던 크랩을 생포했고 그의 목을 잘랐다고 주장했던 것을 보도했다. 다큐멘터리 영화를 위한 인터뷰에서 콜초프는 전해진 바에 따르면 러시아의 다큐멘터리에 썼던 단도에 더해 적성훈장을 보여주었는데 그는 라이오넬 크랩을 생포, 살해한 것에 대한 보상으로 이걸 받았다고 주장했다. 콜초프는 인터뷰 당시에 74세였는데 그는 그의 양심을 깨끗하게 하고 크랩에게 어떤 일이 일어났는지 정확히 알게 해주길 원한다고 말했다. 영국 정부가 소련의 지도자를 태우고 영국 수역에 정박해 있는 소련 군함에서 외교 임무를 수행하는 동안에 폭발을 시도했다는 게 극히 개연성이 낮아 보였고 콜초프의 지뢰 주장을 의심하게 만들었다. 군사 신문인 크라스나야 즈베즈다(Krasnaya Zvezda)에 한 러시아인 저널리스트는 콜초프의 이야기는 사실 같지 않은 것으로 생각된다고 했다. 특히 보관된 문서는 콜초프가 적성훈장을 받았거나 소련군 잠수공작원이었다는 사실을 확인하지 못했다. 데일리 메일의 이 사건 설명은 버스터 크랩이 폭발 장치가 아니라 도청 장치를 설치했을 수도 있다고 했다.

### 생포, 세뇌, 전향 혹은 이중 간첩
영국 하원의원들 중 일부와 마이클 홀(Michael Hall)은 1961년에 크랩의 최후에 대해 흥미를 갖게 되었고 존 사이먼 케런스(John Simon Kerans) 중령은 사건 재조사를 위한 안건들을 제출했으나 퇴짜를 맞았다. 이후 1964년에 마르쿠스 립톤 노동당 의원이 다시 라이오넬 크랩 사건 재조사를 위한 안건을 제출했으나 역시 통과되지 못했다. 많은 사람들은 크랩이 소련의 어떤 비밀 수중 무기에 의해 살해당한 게 아니냐고 의심했다. 이후에는 그가 소련군에 생포되었고 러시아의 레포르토보 감옥에 수인번호 147을 받고 수감되어 있다는 말도 있었고 그가 소련의 잠수공작원 팀을 훈련시키는 일을 하도록 세뇌를 당했다는 말도 있었다. 혹은 그가 영국을 버리고 소련 해군 중령이 되었다는 얘기도 있었다. 그 밖에도 그가 흑해 함대의 소련 특수 수중 작전 사령부에 있다는 얘기나 MI6가 그에게 소련을 떠나서 이중 간첩이 될 수 있는지 물었다는 이야기도 있었다.
이 중 라이오넬 크랩이 소련 해군에 편입되었다는 이야기는 꽤 유명한 이야기다. 이 이야기의 내용은 이렇다. 1960년 5월 26일에 한 소련의 군사잡지에 실린 블라디보스토크에 위치한 소련 극동 함대 사령부 소속의 레프 르포비치 코라블로프(Lev Lvovich Korablov) 중위라는 인물이 라이오넬 크랩과 매우 닮았다는 것이다. 그리고 코라블로프 중위의 사진을 본 라이오넬 크랩의 전처 마가렛 크랩은 이 사람이 전 남편 라이오넬과 정말 닮았다고 말하며 자신은 이 사람이 라이오넬이 틀림없다고 믿는다고 말했다는 것이다. 그래서 일각에서는 라이오넬 크랩이 1956년에 임무를 수행하던 도중에 소련군에 체포되었고 소련군은 그가 제2차 세계대전 당시 뛰어난 전공을 세운 인물이란 걸 알고 죽이기 아까워서 소련 국적을 주고 레프 르포비치 코라블로프라는 새 이름을 주어 그를 소련 해군에 입대시킨 게 아니냐는 말이 나온 것이다. 하지만 라이오넬 크랩과 닮았다는 레프 르포비치 코라블로프 소련 해군 중위 이야기 자체가 떠도는 소문에 불과한 내용이라 진위 여부를 알 수가 없다.

### MI5 가설
2006년 3월 26일, 더 메일 온 선데이는 팀 블라인딩(Tim Binding)이 쓴 "버스터 크랩은 MI5에 의해 살해당했다."라는 제목을 건 기사를 보도했다. 블라인딩은 크랩의 인생의 이야기를 소설화해서 썼고 2005년에 <Man Overboard>란 제목으로 피카도르 출판사에 의해 출판되었다. 블라인딩은 책이 출판된 후에 시드니 놀스와 접촉했다고 말했다. 블라인딩은 스페인에서 놀스를 만났고 놀스는 그에게 크랩이 소련으로 망명하려는 의도를 갖고 있었다는 걸 MI5가 알고 있었다고 말했으며 이것을 바탕으로 블라인딩은 라이오넬 크랩을 살해한 건 MI5 요원이라고 주장했다. 이것은 영국 전역을 당황하게 했는데 크랩은 전쟁 영웅으로 인정받은 인물이었기 때문이다. 놀스는 오르조키니제 순양함에 대한 임무가 크랩을 살해하기 위해 특별히 계획된 임무였으며 크랩에게 제공된 새로운 다이빙 파트너는 그를 살해하라는 명령을 받은 자였을 것이라고 주장해 왔다. 블라인딩은 놀스가 그는 MI5에 의해 크랩으로 발견된 시신의 신원을 확인하라는 명령을 받았을 때 그는 분명히 이 시신은 라이오넬 크랩이 아니라는 걸 알았다고 주장했다고 말했다. 놀스는 그 속임수에 편승했다. 놀스는 또한 전기작가와 이야기를 할 때 당시에 과거 1989년에 토레몰리노스에서 생명의 위협을 받았다고 주장했다. 크랩이 소련으로 망명할 계획을 했다는 주장에 대해 다이빙 역사 협회의 레그 발린틴은 다음과 같이 인용했다. "다이빙 역사가들은 스스로를 애국자라고 자부했던 이 남자가 진지하게 망명을 고려했다는 것을 찾으면서도 믿기 매우 어려웠다. 크랩은 영웅이 되는 것을 매우 즐겼고 그의 위상을 위태롭게 하는 상상을 하기 어렵다." 왜 MI6가 소련으로 망명할 계획을 세운 남자를 소련을 상대할 스파이로 채용을 했는지 혹은 만약 그가 정말로 소련에 가서 살고 싶었고 그렇게 하기로 결정했다면 왜 크랩이 그런 미션을 수락했는지는 밝혀지지 않았다.

### 사고사
영국의 잠수 전문가 롭 훌(Rob Hoole)은 2007년에 크랩이 아마도 산소 중독 혹은 아마도 일산화탄소 중독으로 죽었을 것이라고 적었고 크랩의 나이(만 47세)와 그의 지나친 음주와 흡연으로 인한 나쁜 건강 상태가 그에게 할당된 임무를 수행할 수 없게 만들었을 것이라고 했다. 사고사 이론을 뒷받침하기 위해 훌은 실종 직전 그의 두 번째 오르조키니제에 잠수하는 시도에서 크랩은 첫 번째 시도에서 그의 장비가 기준치에 미치지 못해 고장을 겪었다는 것을 지적했다. 크랩의 MI6 장교 존 니콜라스 레데 엘리엇(John Nicholas Rede Elliott)은 항상 크랩이 장비 결함에 시달리거나 그의 건강이 버거워해온 모습을 봤다고 말하며 그의 명성이 불공평하게 진흙탕까지 끌려갔다고 말했다.

### 역사 다큐멘터리
전쟁 다큐멘터리 시리즈 '전쟁의 비밀'은 '냉전. 흐루쇼프 정권' 에피소드에서 KGB의 수장이었던 블라디미르 세미차스트니(Vladimir Semichastny)와 1996년에 인터뷰한 것을 보도하며 크랩의 참수한 시신은 그의 실종 2달 후에 항구를 떠다니다가 발견되었다고 했다. 인터뷰에서 세미차스트니는 크랩 사건은 우아하게 다뤄졌다고 말했다.